# L'Olimpiade (Pergolesi)
L'Olimpiade è un dramma per musica in tre atti composto da Giovanni Battista Pergolesi su testo tratto, sia pure con alcune modifiche, dall'omonimo libretto di Pietro Metastasio. L'opera vide la luce nella stagione di carnevale del 1735 al Teatro Tordinona a Roma e costituì forse "la più ammirata" tra le oltre cinquanta versioni in musica del testo metastasiano, e quella che rimase più a lungo sulle scene prima della versione di Galuppi (Milano, 1749).
È stata giudicata come uno dei capolavori dell'opera seria nella prima metà del Settecento.

## Vicende storiche

### La preparazione
Pergolesi era probabilmente guardato con un certo sospetto dalla nuova dinastia borbonica che si insediò a Napoli nel maggio del 1734, a causa dei suoi collegamenti con ambienti aristocratici del precedente viceregno austriaco. Forse in seguito a tali sospetti, forse semplicemente per lo scarso successo di botteghino che pare avesse arriso alla sua opera, Adriano in Siria, prodotta in tale anno al Teatro San Bartolomeo (e pur apprezzata, si dice, dal nuovo re Carlo VII), Pergolesi fu escluso dalla partecipazione alla successiva stagione dei teatri napoletani. Egli decise quindi di accettare la commissione che aveva ricevuto dal Teatro Tordinona di Roma per la composizione dell'opera d'apertura della stagione di carnevale, sul libretto recentemente redatto dal Metastasio e che era già stato musicato da Antonio Caldara nel 1733 e da Antonio Vivaldi nel 1734.
Il Teatro Tordinona era un antico teatro di tradizione seicentesca, che era stato solo recentemente ricostruito ed era di proprietà della Camera Apostolica: la cattive condizioni finanziarie in cui versava non lo rendevano certamente competitivo rispetto ai teatri napoletanti nei quali Pergolesi aveva fino ad allora operato. Con notevole indignazione di Metastasio si dovettero espungere gli interventi del coro, che non era disponibile presso il teatro, mentre la compagnia di canto appariva priva di elementi di grande spicco. Dato che la proibizione pontificia della partecipazione delle donne agli spettacoli teatrali determinava la proliferazione dei castrati, ai quali erano affidati anche i ruoli femminili, ben cinque dei componenti della compagnia appartenevano a questa categoria, gli altri due essendo invece tenori. Due dei castrati erano reduci dalla partecipazione alla prima dell'Olimpiade di Vivaldi a Venezia: Marianino Nicolini veniva promosso dal personaggio minore di Aminta al ruolo di "prima donna" (Aristea), mentre Francesco Bilancioni, assai noto anche con il cognome di Bilanzoni, passava dal personaggio di Megacle a quello di Licida. Per il ruolo di "primo uomo" si faceva ricorso ad un valente cantore della Cappella Sistina, Domenico Ricci, al quale era consuetudine permettere la partecipazione ad eventi teatrali nella capitale pontificia; il ruolo di tenore principale era affidato all'esperto baritenore Giovanni Battista Pinacci, attivo da quasi vent'anni sulle varie piazze italiane e da poco reduce da una trasferta händeliana a Londra; quello di "seconda donna" era invece coperto dal giovane castrato Giovanni Tedeschi, il quale sarebbe rimasto noto come impresario del Teatro San Carlo negli anni '60. Facevano infine parte della compagnia due oscuri comprimari, Nicola Licchesi (Lucchesi?), tenore, e Carlo Brunetti, contralto (l'unico di tale registro nel gruppo di voci bianche), i quali furono comunque gratificati di notevole attenzione da parte di Pergolesi in sede di creazione dell'opera. Se il coro era assente e i cantanti non di grandissimo richiamo, l'orchestra invece era "più numerosa di quelle napoletane dell'epoca, come prova l'impiego, anche simultaneo, di due trombe e di due corni da caccia".

### Le rappresentazioni
L'opera andò in scena nel mese di gennaio 1735, quale prima opera (e quindi, per tradizione, come una sorta di sorellastra trascurata) della stagione, ed ebbe vita piuttosto travagliata, tenuto conto che il lutto per la morte della principessa Maria Clementina Sobieska, consorte del pretendente al trono d'Inghilterra, Giacomo Stuart, determinò l'interdizione degli spettacoli teatrali dal 17 al 23 gennaio, mentre la successiva chiusura in occasione della festa della Candelora impedì recite supplementari prima che andasse in scena la seconda opera della stagione, il Demofoonte di Francesco Ciampi. Non ci sono rimaste cronache d'epoca sull'esito della sua prima sortita sui palcoscenici. L'unico resoconto che abbiamo ci viene da quanto il compositore Egidio Romualdo Duni, rivale e concorrente di Pergolesi, avrebbe raccontato molti decenni dopo al collega André Grétry, e cioè che l'opera era stata un fiasco totale, al punto che durante le contestazioni originate dallo spettacolo Pergolesi sarebbe stato addirittura colpito alla testa da un'arancia lanciata da un esagitato spettatore. Come che sia, certo è però che la fama dell'opera si diffuse rapidamente in tutta Europa e "per l'arco dei successivi dieci anni la musica di Pergolesi quasi monopolizzò i pasticci basati sull'Olimpiade" che venivano dati sulle varie piazze: a Perugia e a Cortona nel 1738, a Siena nel 1741, forse a Firenze nel 1737,  certamente a Londra nel 1742, dove il pasticcio presentato al King's Theatre con il titolo principale di Meraspe era basato fondamentalmente sulla partitura di Pergolesi (con l'aggiunta di quattro o cinque arie di Giuseppe Scarlatti, Leonardo Leo e Giovanni Battista Lampugnani), ed avrebbe lasciato un'eco duratura per gli anni avvenire.

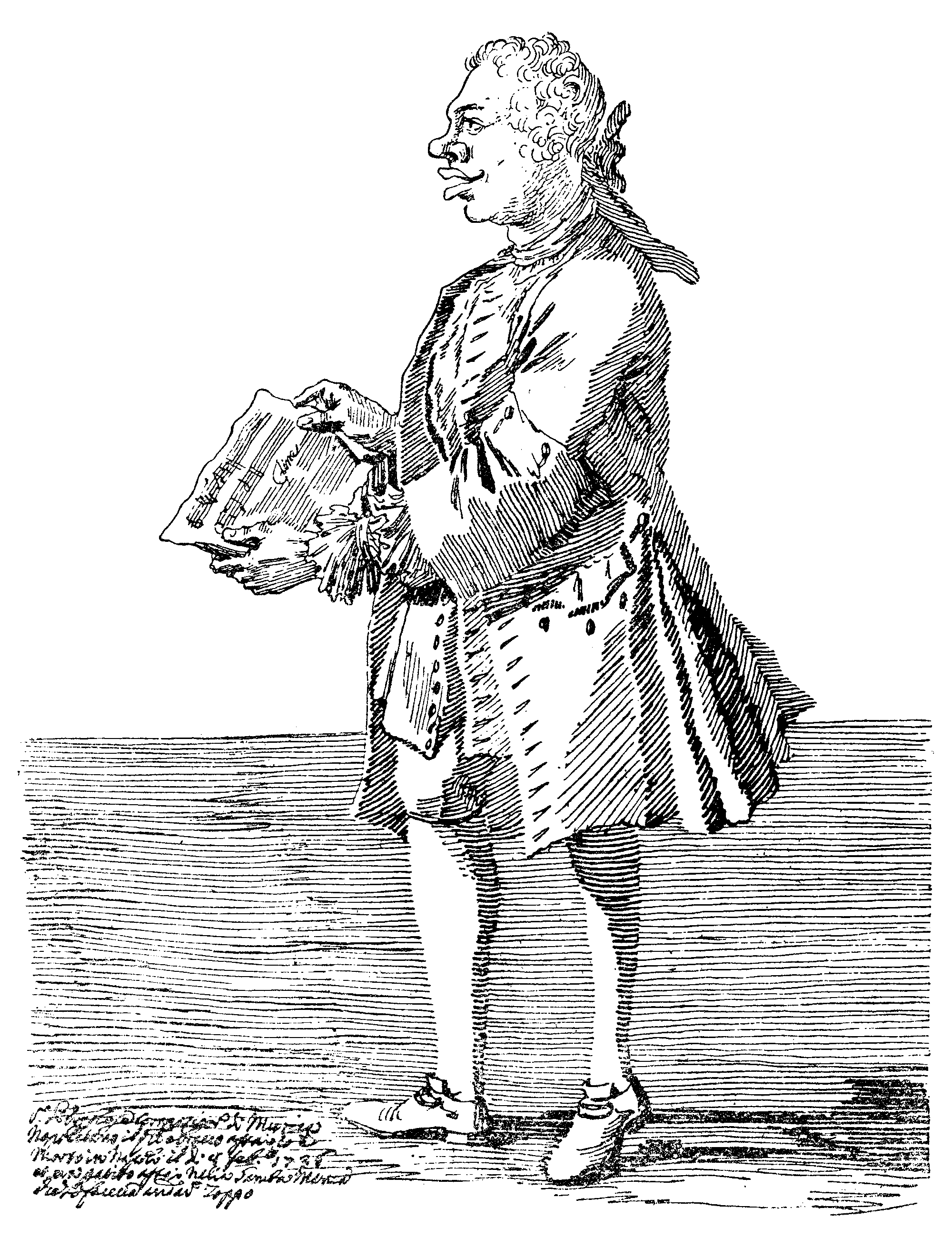
Caricatura di Pergolesi all'epoca dellOlimpiade

L'ampiezza della diffusione dell'Olimpiade pergolesiana è testimoniata dal numero, davvero inconsueto (oltre venti), di partiture manoscritte che ci sono state tramandate: essa, insieme a La serva padrona e allo Stabat Mater, costituì la base per la mai oscurata fama di Pergolesi da un capo all'altro d'Europa. La sua versione dell'aria "Se cerca, se dice", la cui esecuzione davanti al pubblico inglese aveva fatto,  secondo i racconti raccolti da Charles Burney, un effetto "raramente" eguagliato, sarebbe diventata, nella seconda metà del secolo, «un termine di confronto per tutti i compositori successivi.[...] Il successo dell'aria è tale che, ancora a distanza di decenni, se ne danno versioni parodiate, talvolta in stile un po' greve», come ne I due supposti conti di Cimarosa, nel 1784, dove un personaggio a cui è stato somministrato un forte lassativo, si allontana cantando: "Se cerca, se dice:/«Il conte dov'è?»,/rispondi che il conte/correndo partì". Ancora nel secondo decennio del XIX secolo Stendhal dedicava all'aria un'appassionata disamina, nelle sue lettere sul Metastasio, annotando: «[quest']aria la sanno a memoria in tutta Italia, ed è questa probabilmente la principale ragione per cui L'Olimpiade non viene ripresa. Nessun direttore si azzarderebbe mai a far rappresentare un'opera la cui aria principale fosse di già nella memoria di tutti gli ascoltatori.»
In epoca moderna, dopo un'occasionale ripresa in forma scenica a Fano (Teatro della Fortuna) e a Jesi (Teatro Pergolesi) in occasione del bicentenario della morte dell'autore (ripresa poi slittata in effetti al 1937), e dopo un paio di rappresentazioni in terra di Germania, l'opera tornò alla ribalta nel 1992, per la bacchetta di Marco Armiliato, con un'esecuzione in forma di concerto al IV Festival Internazionale di Gerace, nella locale chiesa di San Francesco, esecuzione dalla quale trasse origine la prima registrazione discografica mondiale. Una seconda serie di interpretazioni in forma di concerto ebbe luogo nel 1996, sotto la direzione di William Christie, in diverse piazze francesi tra cui il Théâtre du Châtelet di Parigi. Le prime rappresentazioni sceniche del nuovo secolo si sono invece tenute nel 2003 nell'ambito del circuito teatrale dell'Emilia-Romagna (Parma, Modena, Piacenza e Reggio Emilia), per la bacchetta di Ottavio Dantone e la regia di Italo Nunziata. L'opera è stata ripresa successivamente in diverse occasioni. Della "magnifica" edizione presentata nel 2011 dal Festival Pergolesi Spontini di Jesi, per la direzione di Alessandro De Marchi e la regia ancora di Italo Nunziata, è stata anche realizzata una registrazione video da parte della Unitel Classica.

## Caratteristiche artistiche e musicali

### La struttura
La struttura de L'olimpiade si articola nelle seguenti parti:
- una sinfonia avanti l'opera
- ventiquattro arie
- un duetto
- una marcia
- un quartetto finale
- recitativi secchi
- un recitativo accompagnato.

Le arie sono accompagnate di regola dai soli archi; per sei l'organico orchestrale si allarga a oboi e corni, per altre tre anche alle trombe.  Questo stesso organico più ampio è chiamato inoltre ad accompagnare la sinfonia.
Com'era consuetudine a Roma la messa in musica del libretto di Metastasio segue abbastanza fedelmente l'originale: a parte la soppressione necessitata dei cori, di cui si è già detto, Pergolesi si limita ad introdurre quattro arie aggiuntive ed una sostitutiva. Si tratta in primo luogo delle arie dei due comprimari, non previste dal testo metastasiano, e cioè "Talor guerriero invitto" di Aminta nel primo atto, "Apportator son io" e "L'infelice in questo stato" di Alcandro rispettivamente nel secondo e nel terzo. Sempre nel terzo atto, nella scena III, l'aria per Megacle scritta da Mestastasio, "Lo seguitai felice", è sostituita da alcune linee di recitativo e dalla grande aria di bravura "Torbido in volto e nero", con orchestra bipartita. Nella scena VI, infine, sull'orlo del compimento della vicenda, viene inserita una commovente aria aggiuntiva conclusiva anche per Licida, "Nella fatal mia sorte".

### Gli auto-imprestiti
Con l'eccezione di quest'ultima, la musica delle altre modifiche deriva da auto-imprestiti dall'Adriano in Siria, in parte arricchiti nella strumentazione: il testo è parodiato nelle tre arie dei comprimari, ripreso tale e quale nel brano sostitutivo per Megacle.  Ancora dall'Adriano deriva la musica che Pergolesi utilizzò per intonare i versi metastasiani originali della seconda aria di Aminta (atto III) "Son qual per mare ignoto".
 

Altra musica risulta condivisa con La conversione di San Guglielmo, il dramma sacro che il musicista aveva composto come saggio finale per i suoi studi al Conservatorio dei Poveri di Gesù Cristo. Si tratta in particolare della sinfonia e di almeno due brani di notevole livello, per i quali il testo metastasiano è comunque lasciato inalterato: l'aria di Aristea "Tu di saper procura" (cui corrisponde l'assolo dell'Angelo "Fremi pur quanto vuoi"), e l'unico duetto, collocato alla fine del primo atto, "Ne' giorni tuoi felici", tra Megacle e Aristea (cui corrisponde il duetto "Di pace e di contento" tra San Guglielmo e Padre Arsenio). Dato che non risulta conservata la partitura originale autografa del primo lavoro di Pergolesi, è peraltro possibile che non si tratti in effetti di imprestiti dal Guglielmo all'Olimpiade, bensì, viceversa, della successiva trasmigrazione di musiche di quest'ultima in più tarde riprese napoletane del dramma sacro, attestate dalle partiture a noi pervenute. Il duetto comunque rimase "celeberrimo per tutto il Settecento", ed ha continuato ad essere ammirato anche in epoca moderna. Si è scritto in particolare che esso
«rispecchia una prassi dell'epoca: un commovente duetto d'addio in una tonalità con i diesis, in tempo binario, con un andamento prevalente per crome. Ma piccole differenze nelle frasi cantate dai due personaggi rivelano la sofferenza di Megacle nel momento della separazione e lo stupore di Aristea che non comprende la situazione. Due personaggi raffinati, che sopportano il dolore con nobiltà d'animo, si esprimono razionalisticamente e aristocraticamente senza che la gestualità espressiva predomini sul carattere del testo».

### Il giudizio
A dispetto del carattere eterogeneo che l'opera avrebbe potuto assumere a seguito di tale storia compositiva, Raffaele Mellace ha potuto scrivere, nella sua voce sull'Olimpiade del Dizionario dell'Opera 2008, riprendendo anche le considerazioni dello storico del melodramma settecentesco, Reinhard Strohm:

«Colpisce all'ascolto, al di là di ogni dislivello tra i diversi numeri della partitura, il carattere sostanzialmente unitario dell'invenzione musicale: una tonalità di cordiale, gioiosa freschezza spira da ogni singola pagina dell'opera, propagandosi anche alle arie dei personaggi minori e persino alla marcia del terzo atto, proponendo un'interpretazione del testo del tutto congeniale alla poesia metastasiana e all'esaltazione del binomio bellezza-gioventù, peculiare di questo dramma. Circoscritti e poco numerosi sono i momenti ‘patetici’ della partitura, che risolve anche le situazioni emotivamente più laceranti con una grazia perfettamente aderente al livello espressivo medio dei versi del poeta, trattati con straordinaria sensibilità per la declamazione (Strohm)».

Lo stesso Strohm ha così potuto sintetizzare il significato storico dell'Olimpiade, nel suo volume sulla storia dell'opera italiana nel Settecento:

«L'olimpiade di Pergolesi rappresenta uno dei momenti felici nella storia dell'opera. Il capolavoro letterario di un Metastasio giunto ai vertici della propria arte (aveva appena 35 anni quando lo scrisse) conosce la sua prima fioritura musicale per mano del giovane compositore di Jesi. Molti di coloro che lodarono il dramma lo avranno fatto pensando senza volere alle melodia di Pergolesi. Nella sua stesura musicale, L'olimpiade è un inno alla gioventù e all'amore, quale forse solo al teatro musicale può mai riuscire tanto bene».

## Personaggi e interpreti
| Personaggio | Tipologia vocale               | Primi interpreti,                                                                                  |
| ----------- | ------------------------------ | -------------------------------------------------------------------------------------------------- |
| Clistene    | tenore                         | Giovanni Battista Pinacci, virtuoso di sua altezza serenissima il signor principe d'Armestadt      |
| Aristea     | soprano castrato (in travesti) | Mariano Nicolini ("Marianino"), virtuoso di sua altezza serenissima il signor principe d'Armestadt |
| Argene      | soprano castrato (in travesti) | Giovanni Tedeschi ("Amadori"), virtuoso di sua eccellenza il signor prior Vaini                    |
| Licida      | soprano castrato               | Francesco Bilancioni (o Bilanzoni), virtuoso di sua eccellenza il signor principe della Torella    |
| Megacle     | soprano castrato               | Domenico Ricci ("Menicuccio")                                                                      |
| Aminta      | tenore                         | Nicola Licchesi                                                                                    |
| Alcandro    | contralto castrato             | Carlo Brunetti                                                                                     |

## Soggetto
Per la trama dell'opera, si veda la voce sul libretto di Metastasio: L'Olimpiade.

## Registrazioni

### Audio
| Anno                   | Cast (nell'ordine: Clistene, Aristea, Argene, Licida, Megacle, Aminta, Alcandro)                                   | Direttore, Orchestra, Note                                                                                       | Edizione                                                             |
| registrazioni complete | registrazioni complete                                                                                             | registrazioni complete                                                                                           | registrazioni complete                                               |
| ---------------------- | --- | --- | -------------------------------------------------------------------- |
| 1992                   | Ernesto Palacio, María Angeles Peters, Giovanna Manci, Adelaida Negri, Lucetta Bizzi Raimundo Mettre Irena Zaric   | Marco Armiliato, Filarmonica de Stat Transilvania di Cluj (registrazione dal vivo)                               | CD: - Arkadia «Akademia» - Agorá Musica Catalog.: 93 - New Ornamenti |
| 2011                   | Jeffrey Francis, Raffaella Milanesi, Ann-Beth Solvang, Jennifer Rivera, Olha Pasichnyk Marcus Brutscher Martin Oro | Alessandro De Marchi, Academia Montis Regalis (registrazione dal vivo, con strumenti originali, Innsbruck, 2010) | CD: - Deutsche Harmonia Mundi Catalog.: 88697807712                  |

### Video
| Anno | Cast (nell'ordine: Clistene, Aristea, Argene, Licida, Megacle, Aminta, Alcandro)                                      | Direttore, Orchestra Regista                                                        | Edizione                                                         |
| ---- | --- | ----------------------------------------------------------------------------------- | ---------------------------------------------------------------- |
| 2013 | Raúl Gimenez, Lyubov Petrova, Yetzabel Arias Fernandez, Jennifer Rivera, Sofia Soloviy, Antonio Lozano, Milena Storti | Alessandro De Marchi, Academia Montis Regalis (strumenti originali), Italo Nunziata | Arthaus: - Catalog.: 108 064 (Blu Ray) - Catalog.: 101 650 (DVD) |